# Protolíngua
Uma protolíngua é uma língua que foi o ancestral comum de diversas outras línguas que formam uma família de línguas. O termo alemão Ursprache (formada pelo prefixo Ur-, "primordial", e Sprache, "idioma") é ocasionalmente usado. 
Na maioria dos casos, a protolíngua ancestral não é conhecida diretamente, e tem de ser reconstruída através da comparação de diferentes membros da família de idiomas, por uma técnica chamada de método comparativo. Através deste processo apenas uma parte da estrutura e do vocabulário da protolíngua pode ser reconstruído, e, quanto mais antiga for a protolíngua em questão, em relação a seus descendentes, mais fragmentária será a sua reconstrução. Alguns exemplos de protolínguas (parcialmente) reconstruídas incluem o protoindo-europeu, o protourálico, o protobantu e o protopamã. Em alguns casos, no entanto, a protolíngua pode ser um idioma do qual se conhecem evidências escritas, como é o caso da língua protonórdica evidenciada nas inscrições rúnicas no futhark antigo, ou pode ser um idioma já bem conhecido, como é o latim para as línguas românicas.

## Lista de protolínguas

### América
- Proto-arawak
  - Proto-japurá-colômbia
  - Proto-mamoré-guaporé
- Proto-tupi
  - Proto-tupí-guaraní
- Proto-macro-jê
  - Proto-jabuti
  - Proto-karajá
- Proto-purí
- Proto-bororo
- Proto-makú oriental
- Proto-chapacura
- Proto-pano e proto-tacana
- Proto-uru-chipaya
- Proto-yanomami
- Proto-maia

### Eurásia
- Proto-semítico
- Proto-indo-europeu
  - Proto-germânico
    - Proto-nórdico

  - Proto-itálico
    - Proto-romeno

  - Proto-eslavo
  - Proto-grego
  - Protoindo-iraniano